# جزيرة الفرس
جزيرة الفرس، هي إحدى القرى التابعة لمركز أولاد صقر بمحافظة الشرقية بمصر.